# HEF groupe
Pour les articles homonymes, voir HEF.
 (novembre 2024).
HEF Groupe est une entreprise industrielle française d'origine stéphanoise, totalement privée, leader mondial dans le secteur de l'ingénierie des matériaux de surfaces.
HEF Groupe appuie son développement sur deux pôles d'excellence :
- la mise en œuvre de solutions de traitements de surfaces, de revêtements de surfaces et de pièces mécaniques de frottement.
- la connaissance et la maîtrise des mécanismes de dégradation des surfaces (usure, frottement, corrosion...).

## Activités
Le groupe HEF a bâti son développement autour de 5 axes stratégiques:
- les procédés thermochimiques en milieu liquide ionique,
- les technologies de dépôts sous vide PVD/PACVD,
- la fabrication de pièces mécaniques telles que coussinets, axes et articulations pour sollicitations sévères,
- la tribologie.
- la photonique

## Les implantations du groupe
HEF Groupe est présent sur 4 continents, dans plus de 21 pays, par l'intermédiaire de ses nombreuses filiales, coentreprises et licenciés. 
- France 	: 	19 sites de production
- Europe (hors France) 	: 	17 sites de production
- Amérique du Nord 	: 	18 sites de production
- Amérique du Sud 	: 	4 sites de production
- Asie 	: 	27 sites de production
- plus de 350 sociétés indépendantes licenciées des procédés de HEF Groupe.

## Clients
Ses principaux secteurs d’activité concernent la mobilité, les énergies décarbonées, la construction, le médical, la défense et le spatial .

## Sources
1. ↑  Sirene (registre national des sociétés).
2. ↑  http://www.oseo.fr/votre_projet/innovation/paroles_d_entrepreneurs/hef_r_d Reportage vidéo sur HEF R&D
3. ↑  Site officiel de HEF Groupe
4. 1 2  CCI de Saint-Etienne
5. ↑  http://www.hef.fr/groupe/present.asp